# Chibu
Chibu (japanska: 知夫村?, Chibu-mura) är en landskommun (by) i Shimane prefektur i Japan.  Kommunen är en del av Okiöarna och omfattar ön Chiburishima och kringliggande småöar, bland annat Okagashima, Shimazujima, Asashima och Kamishima.